# Mark Barberio
Mark Angelo Barberio (* 23. März 1990 in Montréal, Québec) ist ein kanadischer Eishockeyspieler, der seit Juli 2025 beim italienischen Klub HC Bozen aus der ICE Hockey League unter Vertrag steht. Zuvor verbrachte der Verteidiger unter anderem acht Jahre in der National Hockey League (NHL) und bestritt in dieser Zeit insgesamt 272 Partien für die Tampa Bay Lightning, Canadiens de Montréal und Colorado Avalanche.

## Karriere

### Jugend
Mark Barberio kam in Montreal zur Welt; seine Großeltern emigrierten von Italien in die Vereinigten Staaten. Mit fünf Jahren begann er mit dem Eishockeyspielen und besuchte in der Folge die Lakeshore Hockey School in Kirkland. 2006 wurde er an 12. Position im Entry Draft der Ligue de hockey junior majeur du Québec (LHJMQ) von den Cape Breton Screaming Eagles ausgewählt. Die Screaming Eagles gaben ihn allerdings bereits nach ca. einer halben Saison samt einem Erstrunden-Wahlrecht für den Draft 2007 an die Moncton Wildcats ab und erhielten im Gegenzug Luc Bourdon.
Trotz des Wechsels nach Moncton wurde Barberio am Ende seiner Debütsaison ins LHJMQ All-Rookie Team gewählt. In der zweiten Spielzeit steigerte er seine persönliche Statistik auf 46 Scorerpunkte aus 70 Spielen und wurde am Ende der Saison im NHL Entry Draft 2008 an 152. Position von den Tampa Bay Lightning ausgewählt. Mit Beginn der folgenden Saison führte der Verteidiger die Wildcats als Assistenzkapitän an. In seinem letzten Jahr in der LHJMQ gewann er mit der Mannschaft die Coupe du Président und wurde ins LHJMQ Second All-Star Team gewählt. Im Anschluss daran unterzeichnete er bei den Tampa Bay Lightning im Mai 2008 einen auf drei Jahre befristeten Einstiegsvertrag.

### Norfolk und Syracuse

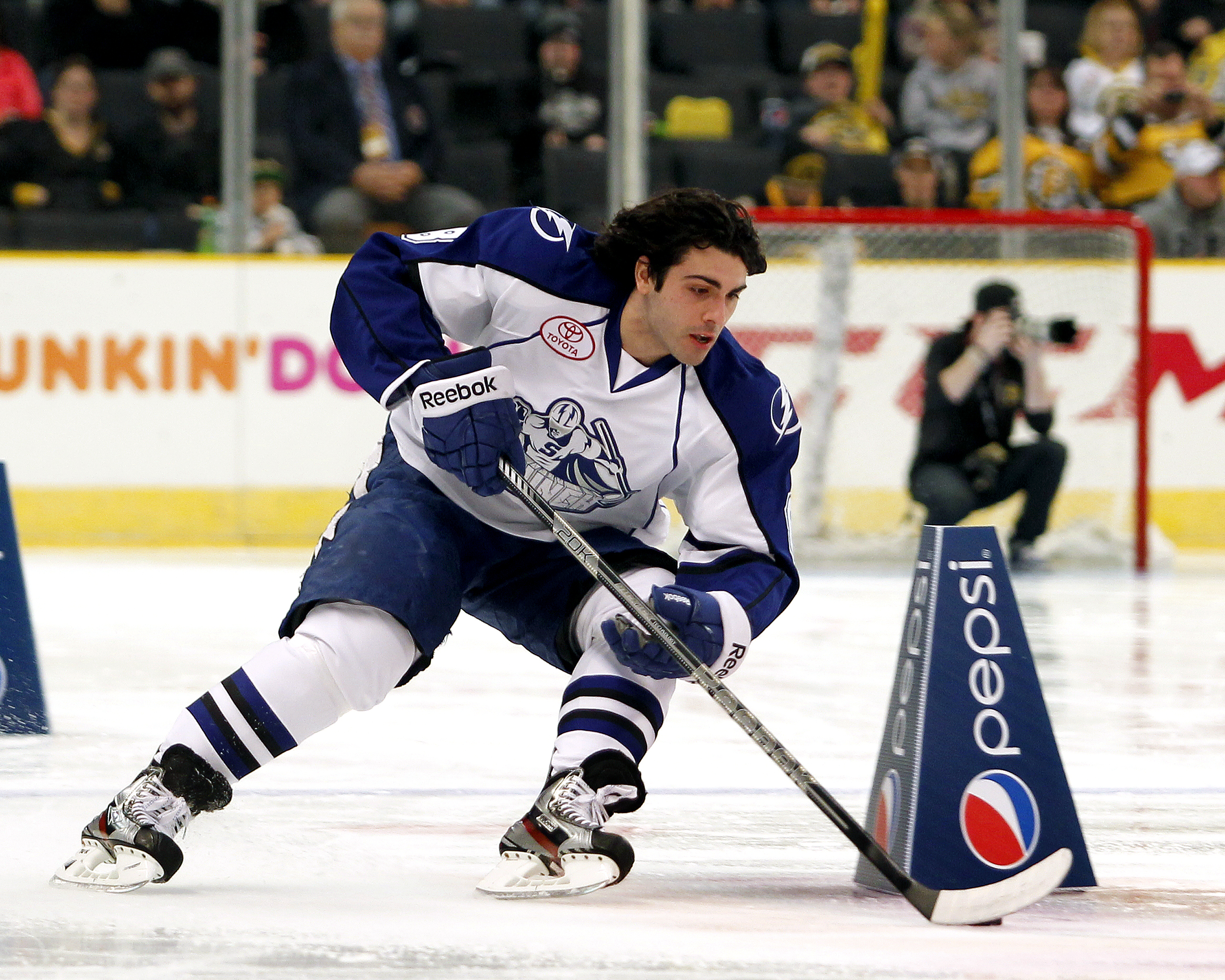
Barberio im Trikot der Syracuse Crunch (2013)

Die Lightning gaben Barberio vorerst an die Norfolk Admirals, ihr Farmteam aus der American Hockey League, ab, um ihm Spielpraxis zu gewähren. Seine erste Saison im professionellen Eishockey beendete er mit 31 Punkten aus 68 Spielen. Der Durchbruch allerdings gelang ihm in der folgenden Saison 2011/12. Mit der Mannschaft gewann er den Calder Cup und erhielt eine Reihe von persönlichen Auszeichnungen, so wurde er mit dem Eddie Shore Award als bester Verteidiger ausgezeichnet, wurde ins AHL First All-Star Team berufen und nahm am AHL All-Star Classic teil. Statistisch gelangen ihm in 74 Spielen der regulären Saison 13 Tore und 48 Vorlagen, womit er in den Kategorien Vorlagen und Scorerpunkte ebenfalls bester Verteidiger war.
Mit der Saison 2012/13 wechselte das Farmteam der Tampa Bay Lightning, sodass Barberio fortan für die Syracuse Crunch auflief. Auch hier erreichte er mit der Mannschaft das Finale um den Calder Cup, scheiterte dort jedoch an den Grand Rapids Griffins. Trotzdem führte er alle Verteidiger der Play-offs in Toren, Vorlagen und Scorerpunkten an. Ferner nahm er erneut am AHL All-Star Game teil und wurde ins AHL Second All-Star Team berufen.

### NHL
Am Ende der Saison 2012/13 beriefen ihn die Lightning erstmals ins Aufgebot, sodass er im April 2013 zu seinem Debüt in der National Hockey League kam. Nachdem sein Vertrag im Sommer 2013 um ein Jahr verlängert wurde, etablierte er sich in der Folgesaison im NHL-Kader und kam auf 49 Einsätze. Dabei erzielte er im Januar 2014 gegen die Canadiens de Montréal direkt seine zwei ersten NHL-Tore; dies war zuvor in der Franchise-Geschichte nur Steven Stamkos gelungen.
Im Sommer 2014 wurde sein Vertrag erneut um ein Jahr verlängert. In der folgenden Saison erreichte er mit der Mannschaft das Stanley-Cup-Finale, unterlag dort jedoch den Chicago Blackhawks mit 2:4. Nach der Spielzeit wurde sein auslaufender Vertrag nicht verlängert. Als Free Agent schloss er sich in der Folge im Juli 2015 den Canadiens de Montréal an, die ihn allerdings im Rahmen der Saisonvorbereitung zu den St. John’s IceCaps in die AHL schickten. Barberio verbrachte die folgenden eineinhalb Saisons in stetem Wechsel zwischen AHL und NHL, bis er im Februar 2017 von der Colorado Avalanche vom Waiver verpflichtet wurde, als er ein weiteres Mal in die AHL geschickt werden sollte.

### Europa
Nach acht Jahren in der NHL wechselte Barberio im September 2020 im Rahmen eines Dreijahresvertrages zum Lausanne HC aus der Schweizer National League. Dort übernahm er zur Spielzeit 2020/21 prompt das Amt des Mannschaftskapitäns. Im Dezember 2021 wurde der Kanadier nach einer Spielsperre an Ak Bars Kasan aus der Kontinentalen Hockey-Liga (KHL) ausgeliehen. Letztlich blieb er aber lediglich bis zum Ende der Saison 2021/22 in der Schweiz und wechselte im August 2022 zum belarussischen Klub HK Dinamo Minsk. Nachdem er dort die Saison 2022/23 verbracht hatte, folgte im Mai 2023 innerhalb der KHL der Wechsel zu Sewerstal Tscherepowez. Dort verbrachte er zwei Spielzeiten, ehe er sich im Sommer 2025 dem italienischen Klub HC Bozen aus der ICE Hockey League anschloss.

### International
Für sein Heimatland nahm Barberio mit der kanadischen Nationalmannschaft an den Olympischen Winterspielen 2022 in der chinesischen Hauptstadt Peking teil, wo er mit der Mannschaft den sechsten Rang belegte. In fünf Turnierspielen blieb er dabei punktlos.

## Erfolge und Auszeichnungen
| - 2007 LHJMQ All-Rookie Team - 2010 Coupe du Président mit den Moncton Wildcats - 2010 LHJMQ Second All-Star Team - 2012 Teilnahme am AHL All-Star Classic - 2012 Calder-Cup-Gewinn mit den Norfolk Admirals - 2012 Eddie Shore Award | - 2012 AHL First All-Star Team - 2013 Teilnahme am AHL All-Star Classic - 2013 AHL Second All-Star Team - 2016 Teilnahme am AHL All-Star Classic - 2017 Teilnahme am AHL All-Star Classic |

## Karrierestatistik

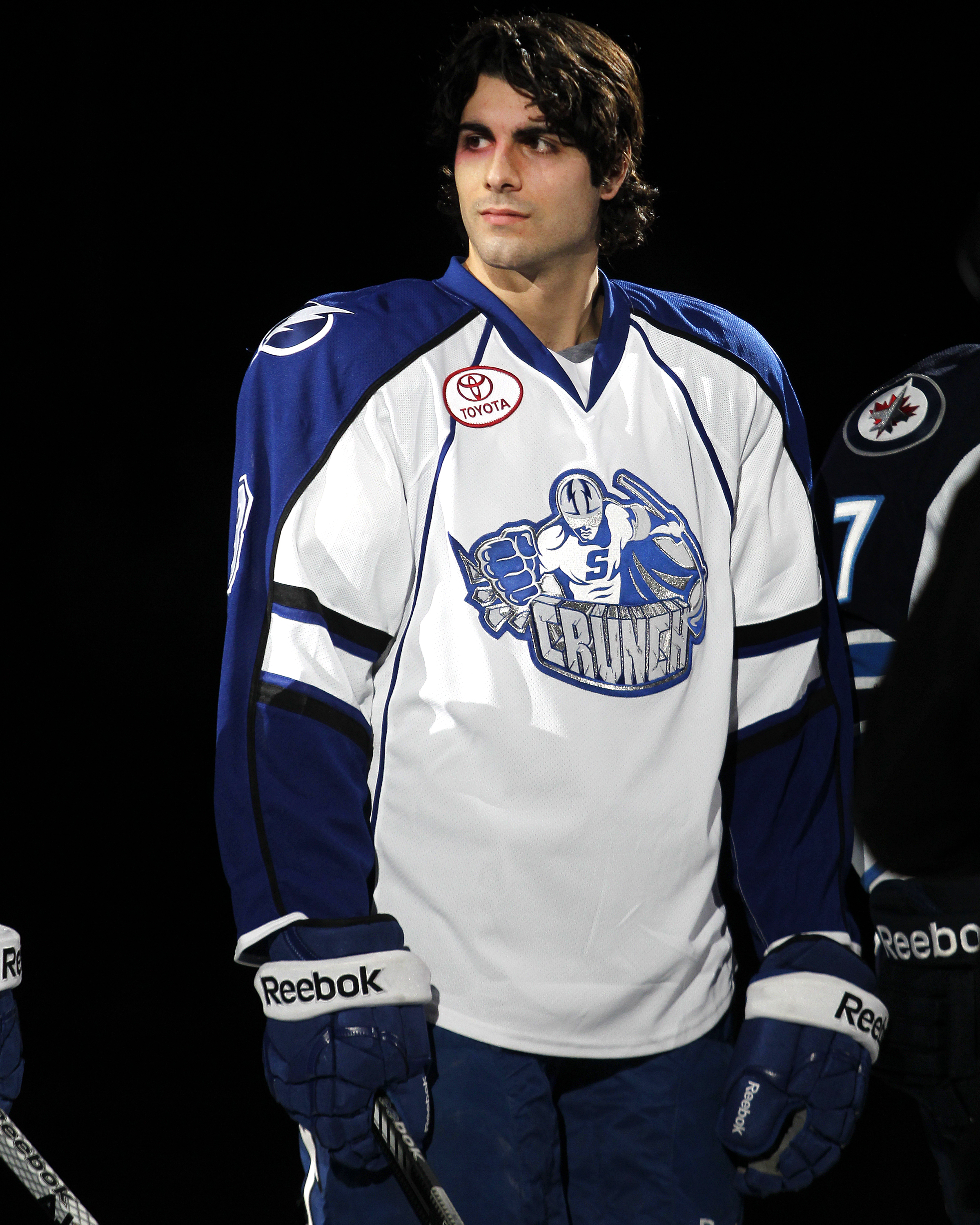
Barberio beim AHL All-Star Classic 2013

Stand: Ende der Saison 2024/25

### International
Vertrat Kanada bei:
- Olympischen Winterspielen 2022

(Legende zur Spielerstatistik: Sp oder GP = absolvierte Spiele; T oder G = erzielte Tore; V oder A = erzielte Assists; Pkt oder Pts = erzielte Scorerpunkte; SM oder PIM = erhaltene Strafminuten; +/− = Plus/Minus-Bilanz; PP = erzielte Überzahltore; SH = erzielte Unterzahltore; GW = erzielte Siegtore; 1 Play-downs/Relegation; Kursiv: Statistik nicht vollständig)